# Amy Chuová
Amy Lynn Chuová (nepřech. Chua, * 26. října 1962 Champaign) je americká spisovatelka čínského původu, profesorka práv na Yale Law School. Známou se stala díky své knize Bojová píseň tygří matky (2011). V ní popisuje specifika přísného čínského způsobu výchovy. V díle poprvé uvedla pojem tzv. „tygřího rodičovství“.

## Život
Narodila se čínsko-filipínským rodičům, byla vychována v katolické víře. Navštěvovala střední školu v kalifornském městě El Cerrito, bakalářský titul z ekonomie získala v roce 1984 na Harvard College, doktorkou práv se stala v roce 1987 na Harvard Law School. Všechny školy absolvovala s vyznamenáním, byla také členkou spolku Fí Beta Kappa.
Napsala celkem pět knih, většinou odborných publikací. Její nejznámější knihou se staly vzpomínky na výchovu vlastních dětí s názvem Bojová píseň tygří matky (2011). Kniha, v níž popisuje velmi přísné výchovné praktiky, díky nimž podle ní mohou děti čínských přistěhovalců uspět v tvrdé konkurenci (Chuová v knize popisuje zejména to, jakým způsobem vedla obě dcery, Sophie a Lulu, ke hře na hudební nástroj), se stala mezinárodním bestsellerem a byla přeložena asi do třiceti jazyků. O knize se široce diskutovalo a sama Chuová se kvůli ní stala cílem různých útoků a výhrůžek. Česky vyšla také její studie Politika klanové myšlení: Skupinový instinkt a osud národů (Tomáš Krsek 2020).
Od poloviny 90. let učila právo na Dukeově univerzitě, od roku 2001 přednáší na Yale Law School.